# Le Bourdeix
 Le Bourdeix  (en occitano Lo Bordelh) es una población y comuna francesa, situada en la región de Aquitania, departamento de Dordoña, en el distrito de Nontron y cantón de Nontron.

## Demografía
| 296 | 254 | 207 | 212 | 230 | 229 |
| Para los censos de 1962 a 1999 la población legal corresponde a la población sin duplicidades (Fuente: INSEE [Consultar]) |     |     |     |     |     |